# Stefan Johannesson
Kennet Stefan Johannesson (Stoccolma, 22 novembre 1971) è un ex arbitro di calcio svedese.

## Carriera
Johannesson è diventato arbitro nel 1994, debuttando nella massima serie del campionato svedese sette anni dopo, nel 2001.
Il 1º gennaio 2003 è nominato internazionale.
Già al suo primo anno da internazionale, partecipa ad un torneo organizzato dall'UEFA: il campionato europeo di calcio Under-17, in Portogallo. Dirige tre partite, tra cui una semifinale.
Fa il suo debutto in una gara ufficiale tra nazionali maggiori poco dopo, il 20 agosto del 2003, quando è chiamato a dirigere l'incontro amichevole tra Estonia e Polonia.
Successivamente, inizia ad essere designato per partite di preliminari di Intertoto e Coppa UEFA.
Ottiene per la prima volta una partita della fase a gironi di Coppa UEFA nell'ottobre del 2006, e un sedicesimo di finale della stessa competizione nel febbraio del 2009.
Fa poi il suo esordio nella fase a gironi della Champions League nel novembre del 2010, dirigendo un match tra Žilina e Olympique Marsiglia.
In questi ultimi anni ha anche diretto partite tra nazionali, valide per le qualificazioni ai mondiali in Sudafrica del 2010 e ad Euro 2012.
Nel marzo del 2012 è selezionato ufficialmente come arbitro di porta in vista di Euro 2012, nella squadra arbitrale diretta dal connazionale Jonas Eriksson. Quattro anni dopo viene confermato nel ruolo, e figurerà così come primo addizionale anche agli Europei in Francia, nella squadra arbitrale diretta dal connazionale Jonas Eriksson.
Dopo 342 partite di Allsvenskan – record per la massima serie svedese – e 79 partite internazionali dirette, si ritira dall'attività di arbitro al termine della stagione sportiva 2019, in prossimità dei 48 anni di età.